# Katell Chevalier
Katell Chevalier (Calais, 30 september 1984) is een Frans-Nederlands singer-songwriter. Haar carrière als zangeres begon in 2010, toen ze slaagde van haar zangstudie aan de ArtEZ Popacademie in Enschede. In 2012 bracht Chevalier haar debuut-ep Emmène-Moi uit en in 2014 volgde haar eerste album, getiteld Cœur d'artichaut. In 2018 kwam de ep J'avance uit.

## Biografie
Katell Chevalier heeft een Nederlandse moeder en een Franse vader en ze is met de Franse taal opgevoed. Al op vroege leeftijd ontstond een interesse in muziek. Op negenjarige leeftijd zong Chevalier op haar basisschool in Bergen voor het eerst voor een publiek.
Na het afronden van de middelbare school in de buurt van Brussel verhuisde Chevalier op achttienjarige leeftijd naar Parijs. Drie jaar later verhuisde ze weer om haar zangstudie aan de ArtEZ Popacademie te volgen. Tijdens haar studie begon Chevalier met het schrijven en componeren van haar eigen nummers. Ze slaagde in 2010. In datzelfde jaar won ze de Concours de la Chanson, een muziekprijs die jaarlijks wordt uitgereikt door de Alliance Française. Twee jaar later bracht Chevalier haar eerste ep uit, getiteld Emmène-Moi. In 2014 volgde Chevaliers eerste album, met de naam Cœur d'artichaut.
In 2016 deed Chevalier mee aan het zevende seizoen van het televisieprogramma The voice of Holland, waarin ze tot de tweede liveshow doordrong en haar Franstalige versie van Guus Meeuwis’ nummer Brabant zong, getiteld Paris.
In 2017 verlegde Chevalier haar aandacht naar het theater met haar muziekshow Deux Voix, waarin ze samen met pianist Ton Snijders en live-electronics-specialist Mathijs van Til nummers ten gehore bracht van Jacques Brel en Stromae. In de voorstelling werden de stijlen van de twee zangers gemengd door elektronische invloeden te verwerken in de nummers van Brel en door Stromae's dancenummers juist akoestisch te spelen.
Snijders en Van Til speelden werken later ook mee aan de release van Chevaliers EP J’avance in 2018, die ze samen produceerden en waarop ze beiden te horen zijn. De EP bevat een duet met Bert Visscher, een cover van het Toon Hermans nummer Als De Liefde Niet Bestond. 
In het nummer Amsterdam-Paris, dat in de zomer van 2020 uitkwam, is Chevalier voor het eerst zowel in het Frans als in het Nederlands te horen. Het nummer is geschreven voor Chevaliers theatervoorstelling Retour Amsterdam-Paris, die later dat jaar in de theaters te zien zou zijn, maar vanwege de COVID-19-pandemie werd uitgesteld tot het najaar van 2021.

## Discografie
- Emmène-Moi (2012)
- Cœur d’artichaut (2014)
- J’avance (2018)